# Berthold Seemann

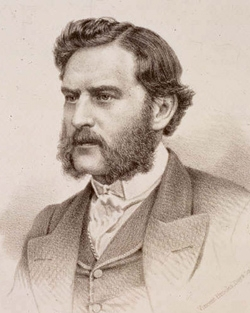
Berthold Carl Seemann

Berthold Carl Seemann (auch Karl Berthold Seemann; * 28. Februar 1825 in Hannover; † 10. Oktober 1871 in Javali, Nicaragua) war ein deutscher Reisender, Naturforscher, Botaniker und Pflanzensammler. Sein offizielles botanisches Autorenkürzel lautet „Seem.“

## Leben und Wirken
Berthold Seemann wurde 1825 in Hannover geboren als zweiter Sohn des am dortigen Hoftheater tätigen Klarinettisten und königlich hannoverschen Kammermusikers Wilhelm Seemann und dessen Ehefrau Caroline. Der spätere Redakteur und Mitherausgeber der botanischen Fachzeitschrift Bonplandia Wilhelm Eduard Gottfried Seemann († 1868) war sein Bruder.
1846 wurde Seemann von der britischen Admiralität als Naturforscher der Expedition beigegeben, die Sir Henry Kellett mit dem Schiff Herald unternahm. Dabei besuchte er Mittel- und Südamerika. 1848 erhielt die Herald den Auftrag, von der Beringstraße aus ins Eismeer vorzudringen, um das Schicksal des verschollenen John Franklin und seiner Expedition zu klären. Auf diese Weise machte Seemann drei Forschungsreisen ins Arktische Meer mit. 1849 kehrte er nach Mazatlán zurück, bereiste Mexiko, drang 1850 noch einmal bis ins Eismeer vor und traf im Juli 1851 wieder in London ein.
Berthold Seemann wurde am 13. März 1852 unter der Matrikel-Nr. 1649 mit dem akademischen Beinamen Bonpland zum Mitglied der Leopoldina gewählt.
Im Februar 1860 trat Seemann eine zweite größere Reise an, auf der er insbesondere die Fidschi-Inseln erforschte und den Namen der Menschenfressertomate prägte. 1864 bis 1866 bereiste er Venezuela und Zentralamerika.
Seemann war zeitweise an den Botanischen Gärten in Hannover und in Kew beschäftigt. 1853 bekam er den Dr. h. c. von der Universität Göttingen verliehen; von 1853 bis 1862 war er Herausgeber der Zeitschrift Bonplandia, 1863 bis 1871 war er Herausgeber des Journal of Botany, British and Foreign.
Nachdem er einige Zeit Verwalter einer Zuckerplantage in Panama war, starb Seemann am 10. Oktober 1871 in Javali (Nicaragua), wo er dem Direktorium einer Goldminengesellschaft angehörte.

## Ehrungen
Die Pflanzengattungen Seemannia Regel (heute in die Gattung Gloxinia, Familie Gesneriengewächse (Gesneriaceae), eingegliedert), Seemannantha Alef. aus der Familie der Hülsenfrüchtler (Fabaceae) sowie Seemannaralia R. Viguier aus der Familie der Araliengewächse (Araliaceae) wurden nach ihm benannt.

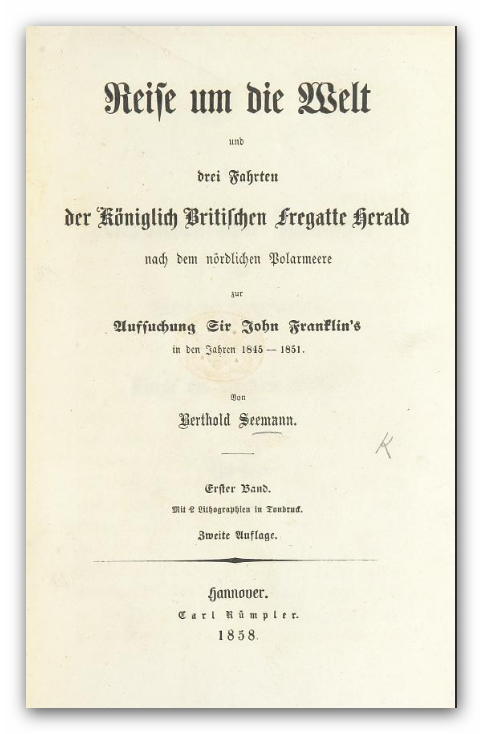
Reise um die Welt und drei Fahrten der Königlich Britischen Fregatte Herald …

## Schriften (Auswahl)
- Die Volksnamen der amerikanischen Pflanzen. 1851.
- The popular nomenclature of the American flora. Hannover 1851.
- Die in Europa eingeführten Acacien. Hannover 1852.
- Narrative of the voyage of H.M.S. Herald and three cruises to the arctic regions in search of Sir John Franklin. 2 Bände, London 1852 Band 1, Band 2.
- The botany of the voyage of H.M.S. Herald during the years 1845 to 1851 …. London 1852–1857 (Digitalisat).
- Popular history of the Palms and their allies. London 1856 (Alexander von Humboldt gewidmet).
- The British Ferns at one view. 1860.
- Viti: an account of a goverment mission to the Vitian or Fijian Islands in the years 1860–1861. Macmillan & Co, Cambridge, 1862.
- Flora Vitiensis: a description of the plants of the Viti or Fiji Islands. Reeve & Co, London 1865–1876
- Dottings of the roadside. London 1868
- The history of the Isthmus of Panama. Panama 1867, 2. Auflage